# Nolinsk
Nolinsk (en russe : Нолинск) est une ville de l'oblast de Kirov, en Russie, et le centre administratif du raïon de Nolinsk. Sa population s'élevait à 9 782 habitants en 2013.

## Géographie
Nolinsk est située sur la rive droite de la rivière Voïa, un affluent de la Viatka, à 118 km au sud de Kirov et à 779 km à l'est-nord-est de Moscou.

## Histoire
La ville fut fondée en 1668 et fut d'abord Nikolski pogost (Никольский погост), un village appelé plus tard Noli (Ноли). Elle reçut le statut de ville en 1780. De 1940 à 1957, elle porta le nom de Molotovsk (Молотовск), en l'honneur de Viatcheslav Molotov, homme politique et diplomate soviétique.

## Population
Recensements (*) ou estimations de la population :
| 1856  | 1897* | 1913  | 1926* | 1931  |
| ----- | ----- | ----- | ----- | ----- |
| 2 900 | 4 764 | 5 100 | 5 575 | 6 100 |

| 1939* | 1959*  | 1970*  | 1979*  | 1989*  |
| ----- | ------ | ------ | ------ | ------ |
| 8 500 | 10 326 | 11 391 | 11 637 | 10 902 |

| 2002*  | 2010* | 2012  | 2013  | 2014 |
| ------ | ----- | ----- | ----- | ---- |
| 10 463 | 9 554 | 9 697 | 9 782 | -    |

## Personnalités
- Boris Tchirkov (1901-1982), acteur né à Nolinsk